# Чосі дучі
Косі дучі (cosi duci або cosi di ficu) — традиційні сицилійські солодощі, які готують і споживають під час Різдва.
Типові для Кастелламаре-дель-Гольфо та широко поширені в сільській місцевості Еріче, вони датуються принаймні XVIII століттям.
Сьогодні їх готують по всій Сицилії, але відповідно до географічного регіону їх називають по-різному: cucciḍḍati, cuḍḍureḍḍi, cassateḍḍi di ficu, buccellati або buccellate.
Це типове регіональне виробництво, і, як таке, у 2014 році воно було офіційно визнано регіональною радою сільськогосподарської політики, тому включено до списку традиційних італійських агропродовольчих продуктів (PAT), який зберігається в Міністерстві сільського господарства, продовольства та лісового господарства. Політика (MIPAAF).
Він відрізняється від палермітанського букчеллато своїми маленькими різьбленими формами та використанням деяких інших інгредієнтів.

## Характеристики

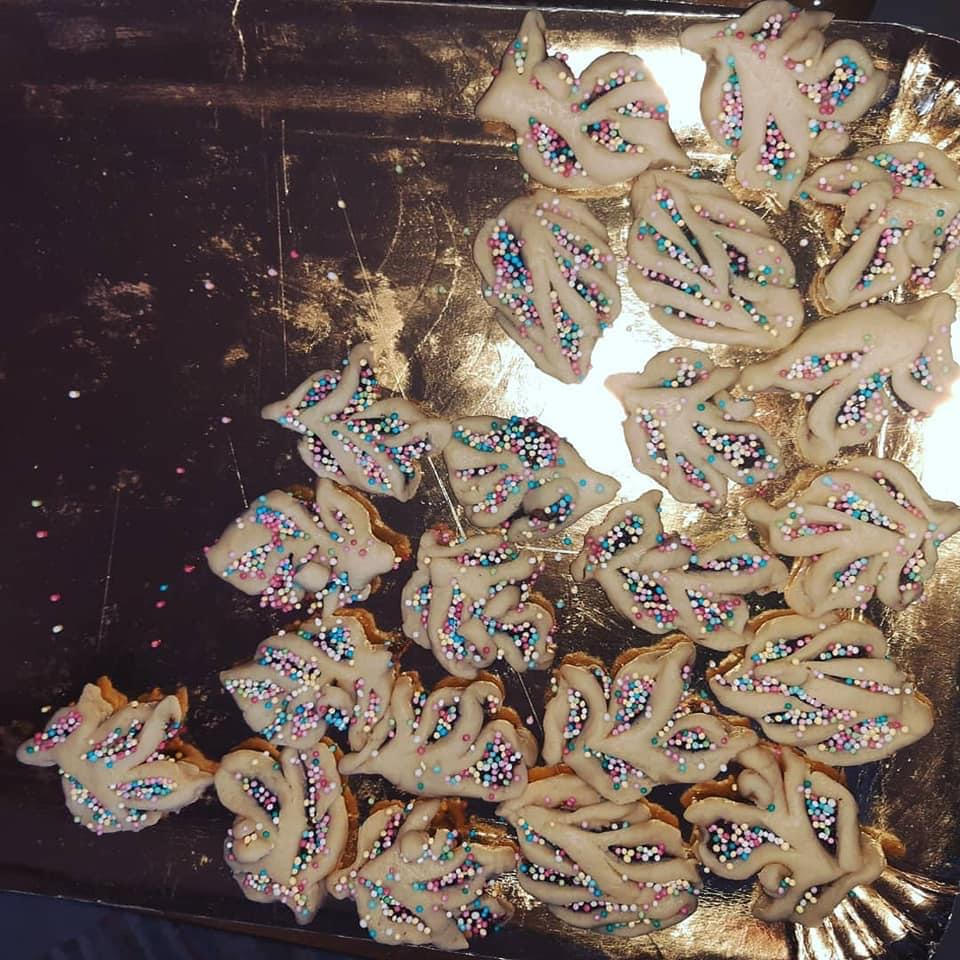
Чосі дучі

Чосі дучі — художньо випечені цукерки, ретельно вирізані вручну. Їхні складні форми нагадують листя, квіти чи навіть корони. Інгредієнти, необхідні для приготування цього типового десерту, відрізняються залежно від регіону, де їх виготовляють. Їх смак коливається від смаку інжиру до аромату цитрусових.
Традиційно це кондитерське тісто з начинкою з сушеного інжиру, збагаченого підсмаженим мигдалем, волоськими горіхами, гарбузом (цукатами з гарбуза), шоколадними краплями, апельсиновою та лимонною цедрою. Їх прикрашають бісером тисячі кольорів, які в народі називають nnaccareḍḍi, і іноді покривають глазур'ю або цукровою пудрою. Перед обробкою інжир сушать на сонці, а потім розм'якшують вареним вином.
Є варіант, який все ще виготовляється з пісочного тіста, але наповнений начинкою з очищеного та подрібненого мигдалю, почергово покритого шоколадною стружкою, гарбузом (цукатами з гарбуза), лимонною та апельсиновою цедрою. Після випікання й охолодження їх зазвичай покривають цукровою пудрою або глазур'ю.

## Цікавинки і традиції
У давні часи в грудневий полудень і часто навіть після обіду жінки Кастелламаре збиралися у своїх домівках, щоб приготувати типовий кастелламарський різдвяний десерт чосі дучі. Коли начинка була підготовлена, ми приступили до її вимішування та різання. Жінки починали різьблення за одним або кількома столами і разом до пізнього вечора готували ці десерти для кількох родин.
Карвінг — це справжнє мистецтво, яке полягає в наданні вишуканої форми цій солодощі, що відрізняється своєю художньою формою.
Раніше ці десерти виготовляли лише вдома, як правило, кількома родинами, щоб робота була менш стомлюючою. Ця традиція продовжується й сьогодні, і скуштувати чосі дучі можна в місцевих кондитерських протягом року, а не лише на Різдво.